# پولادلی، گدابیگ
پولادلی (به لاتین: Poladlı) یک منطقه مسکونی در جمهوری آذربایجان است که در شهرستان گدابیگ واقع شده است. پولادلی ۱۳۶۳ نفر جمعیت دارد.